# Stepan Zuev
Stepan Olegovič Zuev (in russo Степан Олегович Зуев?; Tver', 31 ottobre 1988) è un ex sciatore alpino russo.

## Biografia

### Stagioni 2004-2009
Zuev, originario di Zvenigorod, ha debuttato nel Circo bianco il 4 dicembre 2003 partecipando a uno slalom gigante ad Alleghe valido ai fini del punteggio FIS, giungendo 82º. Tre anni dopo, il 25 novembre 2006, ha disputato la sua prima gara di Coppa Europa, lo slalom speciale di Salla, senza concludere la prima manche.
Al debutto iridato, Åre 2007, non ha concluso la prova di slalom speciale. Ha esordito in Coppa del Mondo il 26 ottobre 2008 nello slalom gigante di Sölden in Austria senza riuscire a qualificarsi per la seconda manche; nella stessa stagione ha partecipato ai Mondiali di Val-d'Isère 2009, piazzandosi 32º nel supergigante, 34º nello slalom gigante, 15º nello slalom speciale e non completando la supercombinata, e ha ottenuto il suo miglior piazzamento in Coppa del Mondo: 44º nella supercombinata di Sestriere del 22 febbraio.

### Stagioni 2010-2015
Al suo debutto olimpico, Vancouver 2010, Zuev ha gareggiato in tutte le specialità, piazzandosi 54º nella discesa libera, 36º nel supergigante, 64º nello slalom gigante, 23º nella supercombinata e non terminando lo slalom speciale; l'anno dopo ai Mondiali di Garmisch-Partenkirchen 2011 è stato 27º nella gara di supergigante e non ha portato a termine slalom gigante e slalom speciale. Il 21 novembre 2012 ha conquistato il suo primo podio in Coppa Europa nello slalom gigante tenutosi sulle nevi finlandesi di Levi, piazzandosi 2º nella gara vinta dal francese Thomas Frey, mentre ai successivi Mondiali di Schladming 2013, suo congedo iridato, non ha concluso né lo slalom gigante né lo slalom speciale.
Il 26 gennaio 2014 ha ottenuto il suo ultimo podio in Coppa Europa, nello slalom gigante di Les Menuires (2º) e il 2 febbraio dello stesso anno ha disputato la sua ultima gara in Coppa del Mondo, lo slalom gigante di Sankt Moritz che non ha completato; ai successivi XXII Giochi olimpici invernali di Soči 2014, sua ultima presenza olimpica, si è piazzato 31º nel supergigante e non ha concluso lo slalom gigante e lo slalom speciale. Si è ritirato al termine della stagione 2014-2015 e la sua ultima gara è stata lo slalom gigante di Far East Cup disputato a Južno-Sachalinsk il 23 marzo, chiuso da Zuev al 15º posto.

## Palmarès

### Coppa Europa
- Miglior piazzamento in classifica generale: 18º nel 2013
- 4 podi:
  - 3 secondi posti
  - 1 terzo posto

### Campionati russi
- 14 medaglie[1]:
  - 6 ori (supercombinata nel 2009; discesa libera nel 2010; slalom gigante, supercombinata nel 2011; supercombinata nel 2012; slalom gigante nel 2013)
  - 4 argenti (slalom speciale nel 2009; slalom gigante nel 2010; slalom speciale nel 2011; slalom gigante nel 2012)
  - 4 bronzi (slalom gigante nel 2008; slalom gigante nel 2009; slalom gigante nel 2012; slalom speciale nel 2015)